# Sten Rudholm
Sten Rudholm (* 27. April 1918 in Karlstad, Värmland; † 29. November 2008) war ein schwedischer Justizkanzler und Reichsmarschall. Er war Mitglied der Schwedischen Akademie, Ehrendoktor der Justiz der Universität Stockholm, sowie der letzte „zivile“ Schwede, dem der Königliche Seraphinenorden verliehen wurde.

## Richterkarriere
Rudholm wurde 1942 jur. kand. (Diplom-Jurist) der Stockholmer Universität. 1954 wurde er Assessor am Hovrätt, der zweithöchsten schwedischen Gerichtsinstanz, bevor er 1961 zum Hovrättsrat und 1967 zum Präsidenten des Svea Hovrätts ernannt wurde. Diesen Posten hatte er bis 1983 inne.

## Beamtenkarriere
Von 1955 bis 1961 war Rudholm Chef der Gesetzesabteilung im Justizministerium und von 1959 bis 1963 Experte bei den Diskussionen um eine neue Verfassung. Von 1962 bis 1967 war Rudholm schließlich Justizkanzler.

## Sonstiges Wirken
Rudholm war 1974–1983 Vorsitzender der Schwedischen Allgemeinen Kunstvereinigung. Am 10. Februar 1977 wurde er in die Schwedische Akademie gewählt und nahm dort am 20. Dezember desselben Jahres auf Stuhl Nr. 1 Platz, auf dem zuvor Sture Petrén saß. 1983 wurde Rudholm schließlich zum Reichsmarschall ernannt und hatte dieses Amt bis 1986 inne.
| Personendaten    | Personendaten                                                             |
| ---------------- | ------------------------------------------------------------------------- |
| NAME             | Rudholm, Sten                                                             |
| KURZBESCHREIBUNG | schwedischer Justizkanzler (1962–1967) und Mitglied der Svenska Akademien |
| GEBURTSDATUM     | 27. April 1918                                                            |
| GEBURTSORT       | Karlstad                                                                  |
| STERBEDATUM      | 29. November 2008                                                         |